# جمشید شاه‌محمدی (بازیکن فوتبال)
جمشید شاه‌محمدی (زاده ۱۱ تیر ۱۳۴۷ در تهران) بازیکن سابق و مربی فوتبال اهل ایران است. وی سابقه بازی در تیم‌های پرسپولیس تهران، کشاورز، سایپا و استقلال اهواز را دارد. وی سابقه ۱۱ بازی و یک گل ملی نیز در کارنامه دارد.
پس از اخراج در مسابقه با تیم ملی فوتبال ژاپن در جام ملت‌های آسیا ۱۹۹۲ از سوی کنفدراسیون فوتبال آسیا از سه دیدار بین‌المللی محروم شد.
شاه‌محمدی در سال ۱۳۷۱ به همراه باشگاه فوتبال کشاورز تهران آقای گل لیگ آزادگان ایران شده‌است.